# 岬角
岬角是向水中延伸的一小片陆地，地势通常稍高。岬角可以在海中（即海角），也可以在江湖中（如美国大盐湖中的普拉门托里角）。
在地名中，岬角通常称作角（如好望角）、头（如成山头）、咀/嘴（如尖沙咀）、鼻（如鵝鑾鼻）等。
汉语“岬”本义是山旁，直到近代才有岬角的含义。以岬为名的岬角多见于日本（如襟裳岬），山东（如朱家岬）、台湾（如豆腐岬）亦有。